# 坎卡維內山
17°00′31″S 70°30′30″W / 17.00861°S 70.50833°W
坎卡維內山（K'ank'awini），是秘魯的山峰，位於該國南部莫克瓜大區，由涅托元帥省的托拉塔區負責管轄，屬於安地斯山脈的一部分，海拔高度5,275米。